# So Big
«So Big» — песня британо-виргинского исполнителя Iyaz. Это третий сингл с его альбома Replay, следующий за синглами «Replay» и «Solo», которые вошли в топ-3 британского чарта синглов. Он был выпущен в виде мини-альбома в США 21 июня 2010 года, а в Великобритании — 10 сентября 2010 года. «So Big» написана и спродюсирована Джонатаном Ротемом, а Клод Келли является соавтором песни и продюсером вокала.

## Клип
Премьера клипа на песню «So Big» состоялась на странице Ийяза в MySpace 5 августа 2010 года, где он набрал более 82 000 просмотров. 11 августа 2010 года он был добавлен на его официальный аккаунт в YouTube, где на данный момент набрал более 53 миллионов просмотров. В клипе снялась американская актриса Франсия Райса.

## Список композиций
UK digital single
1. «So Big» (Album Version) — 3:19

UK digital remix single
1. «So Big» — 3:19
2. «So Big» (Jupiter Ace Remix) — 4:53
3. «So Big» (BackBeet Remix Club 12) — 5:59
4. «So Big» (BackBeet Radio Edit) — 3:15
5. «So Big» (MoonRunners Remix) — 5:29

U.S. digital EP
1. «So Big» — 3:19
2. «Replay» (Donni Hotwheel Mixshow) — 5:22
3. «Look at Me Now» — 3:05
4. «Goodbye» — 3:22

## Чарты
В августе 2010 года песня «So Big» дебютировала на 54-м месте в британском чарте синглов и достигла 40-го места, не сумев повторить успех «Replay» и «Solo», и не попала ни в один чарт Billboard.
| Чарт (2010)                     | Высшая позиция |
| ------------------------------- | -------------- |
| Ирландия (IRMA)                 | 46             |
| Великобритания (OCC UK Singles) | 40             |
| UK R&B Chart                    | 11             |

## Даты выхода
| Страна         | Дата             | Формат                    | Лейбл      |
| -------------- | ---------------- | ------------------------- | ---------- |
| США            | 21 июня 2010     | EP — Digital download     | Interscope |
| Великобритания | 10 сентября 2010 | Single — Digital download | Interscope |